# Puchar Świata w skeletonie 1998/1999
Sezon 1998/1999 Pucharu Świata w skeletonie – 13. sezon Pucharu Świata w skeletonie. Rozpoczął się 5 grudnia 1998 roku w Park City, w Stanach Zjednoczonych. Ostatnie zawody z tego cyklu zostały rozegrane 6 lutego 1999 roku w Niemczech, w Königssee. Rozegranych zostało 8 konkursów: po 4 konkursy kobiet i mężczyzn.
Wśród kobiet po raz drugi najlepsza okazała się Niemka - Steffi Hanzlik, zaś wśród mężczyzn pierwsze zwycięstwo odniósł jej rodak Andy Böhme.

## Kalendarz Pucharu Świata
| Lp.                                 | Data             | Miejscowość | Konkurencja | 1. miejsce      | 2. miejsce       | 3. miejsce     |
| ----------------------------------- | ---------------- | ----------- | ----------- | --------------- | ---------------- | -------------- |
| 1.                                  | 5 grudnia 1998   | Park City   | Mężczyźni   | Alain Wicki     | Ryan Davenport   | Andy Böhme     |
| 1.                                  | 5 grudnia 1998   | Park City   | Kobiety     | Steffi Hanzlik  | Maya Bieri       | Ursi Walliser  |
| 2.                                  | 13 grudnia 1999  | Calgary     | Mężczyźni   | Ryan Davenport  | Andy Böhme       | Jimmy Shea     |
| 2.                                  | 13 grudnia 1999  | Calgary     | Kobiety     | Steffi Hanzlik  | Michelle Kelly   | Maya Pedersen  |
| 3.                                  | 31 stycznia 1999 | Igls        | Mężczyźni   | Willi Schneider | Alexander Müller | Andy Böhme     |
| 3.                                  | 31 stycznia 1999 | Igls        | Kobiety     | Steffi Hanzlik  | Ursi Walliser    | Maya Pedersen  |
| 4.                                  | 6 lutego 1999    | Königssee   | Mężczyźni   | Andy Böhme      | Alexander Müller | Kazuhiro Koshi |
| 4.                                  | 6 lutego 1999    | Königssee   | Kobiety     | Steffi Hanzlik  | Ursi Walliser    | Michelle Kelly |
| Mistrzostwa Świata 1999 – Altenberg |                  |             |             |                 |                  |                |

## Klasyfikacja

### Kobiety
| lp. | zawodnik              | kraj            | punkty |
| --- | --------------------- | --------------- | ------ |
| 1.  | Steffi Hanzlik        | Niemcy          | 100    |
| 2.  | Ursi Walliser         | Szwajcaria      | 71     |
| 3.  | Maya Bieri            | Szwajcaria      | 70     |
| 4.  | Michelle Kelly        | Kanada          | 61     |
| 5.  | Mellisa Hollingsworth | Kanada          | 50     |
| 6.  | Alex Hamilton         | Wielka Brytania | 40     |
| 7.  | Deanna Panting        | Kanada          | 31     |
| 8.  | Diana Sartor          | Niemcy          | 26     |
| 9.  | Tanja Morel           | Szwajcaria      | 26     |
| 10. | Astrid Ebner          | Austria         | 24     |

### Klasyfikacja końcowa Pucharu Narodów w skeletonie
| Poz. | Państwo           | Pkt |
| ---- | ----------------- | --- |
| 1.   | Szwajcaria        | 222 |
| 2.   | Kanada            | 210 |
| 3.   | Niemcy            | 172 |
| 4.   | Wielka Brytania   | 160 |
| 5.   | Japonia           | 154 |
| 6.   | Stany Zjednoczone | 148 |
| 7.   | Austria           | 80  |
| 8.   | Włochy            | 63  |
| 9.   | Francja           | 36  |

### Mężczyźni
| lp. | zawodnik        | kraj              | punkty |
| --- | --------------- | ----------------- | ------ |
| 1.  | Andy Böhme      | Niemcy            | 172    |
| 2.  | Ryan Davenport  | Kanada            | 144    |
| 3.  | Jimmy Shea      | Stany Zjednoczone | 132    |
| 4.  | Willi Schneider | Niemcy            | 113    |
| 5.  | Alex Müller     | Austria           | 111    |
| 6.  | Kazuhiro Koshi  | Japonia           | 111    |
| 7.  | Kristan Bromley | Wielka Brytania   | 97     |
| 8.  | Alain Wicki     | Szwajcaria        | 81     |
| 9.  | Jeff Pain       | Kanada            | 76     |
| 10. | Franz Plangger  | Austria           | 68     |

### Klasyfikacja końcowa Pucharu Narodów w skeletonie
| Poz. | Państwo           | Pkt |
| ---- | ----------------- | --- |
| 1.   | Niemcy            | 375 |
| 2.   | Kanada            | 347 |
| 3.   | Austria           | 346 |
| 4.   | Szwajcaria        | 331 |
| 5.   | Wielka Brytania   | 329 |
| 6.   | Stany Zjednoczone | 328 |
| 7.   | Włochy            | 273 |
| 8.   | Japonia           | 253 |
| 9.   | Francja           | 180 |
| 10.  | Norwegia          | 165 |